# Bahara
Bahara is een bestuurslaag in het regentschap Ciamis van de provincie West-Java, Indonesië. Bahara telt 3031 inwoners (volkstelling 2010).